# Kepler-478b
Kepler-478b es un planeta extrasolar que forma parte de un sistema planetario formado por al menos un planeta. Orbita la estrella denominada Kepler-478. Fue descubierto en el año 2016 por la sonda Kepler por medio de tránsito astronómico.